# بيلفيدير (فيينا)
بيلفيدير (بالألمانية: Belvedere) وهو مبنى تاريخي يقع في مدينة فيينا عاصمة النمسا وهو مكون من قصرين باروكيين وهو العلوي والسفلي لونه برتقالي مع تواجد إسطبلات في القصر، القصر يقع في حديقة باروكية، وقد كان هذا القصر مسكن الأمير يوجين من سافوي ومقر عائلة هابسبورغ أثناء حكمها للالإمبراطورية النمساوية والإمبراطورية النمساوية المجرية وبني من قبل الأمير سافوي بعد نجاحه في هزيمة العثمانيين. شهد هذا القصر توقيع معاهدة الدولة النمساوية سنة 1955، وهو حاليًا عبارة عن متحف.
وكانت الخطوة الأولى لهذا المتحف آن قام الإمبراطور النمساوي فرديناند الثاني بعملية تجميع للقطع الفنية والصور التي كانت ملكا لإفراد من البيت الإمبراطوري وزاد على ذلك ما جمعه هو من أعمال فنية عظيمة على أيامه ومن مجموعة أمراء برجاندى التي تتميز بجواهرها الثمينة وحدث هذا في القرن السابع عشر.
في بداية القرآن الثامن عشر نقلت مجموعة الصور من القصر الإمبراطوري إلى قصر آخر يسمى Stallburg وبعد ذلك وبعد أن زاد عدد القطع نقلت إلى قصر البلفادير Belvedere والذي فتح للجمهور في عام 1781 أي بعد فترة حكم ماريا تريزا وابنها جوزيف الثاني مباشرة.
يذكر لهذا المتحف انه عرف منذ البداية الرسالة المتحفية التعليمية التثقيفية وجعلها هدفا له ويدل على ذلك نظام العرض الذي جاء مناسبا ومتناسقا وواعيا حتى أنهم وضعوا صور فناني الشمال وفناني الجنوب كلا مع بعضها البعض.